# Podljubelj
Podljubelj – wieś w Słowenii, w gminie Tržič. W 2018 roku liczyła 875 mieszkańców.